# (72588) 2001 FR3
(72588) 2001 FR3 – planetoida z pasa głównego asteroid okrążająca Słońce w ciągu 4,99 lat w średniej odległości 2,92 j.a. Odkryta 18 marca 2001 roku.